# カツヤマサヒコSHOW
カツヤマサヒコSHOW（かつやまさひこショー）は、2013年10月12日から2017年3月25日まで、サンテレビで放送されたトーク番組。

## 概要
2013年10月から、元サンテレビ土曜深夜アダルトバラエティ枠の放送枠 にて開始された、勝谷自身初の冠番組である。当初は番組タイトルを『夜の知事室』と希望したと吐露したが、制作サイドから却下された。勝谷によると、やしきたかじんが「勝谷を使ってやれ」、「勝谷の番組を作ってやれ」と売り込んでいたという。
MCの勝谷が雑誌編集長、アシスタントの榎木が編集長の部下となり、「売れる雑誌を作るべく行きつけのバーで各界のスペシャリストと本音トークを繰り広げる」という構成で、演出として、バーをイメージしたセットを用いていた。「勝谷誠彦の××な日々2015年3月17日号」では、「日本一の教養番組だと思っている」と語っている。
2014年10月から、番組販売にてTOKYO MX2（その後2015年3月29日の放送で打ち切り）、テレビ熊本でも放送が開始された。
2016年5月から、GYAO!にて配信開始された。対談部分のみでBGMやナレーションの無いバージョンになった。
2017年3月25日放送分で最終回。放送回数は全177回であった。なお、勝谷は放送終了後の同年7月2日に執り行われた2017年兵庫県知事選挙へ無所属で立候補したが、次点に終わっている。
2019年1月14日 前年11月に死去した勝谷誠彦の追憶特番として「勝谷誠彦さん追憶番組 カツヤマサヒコSHOW」が放映された。

## 出演者
2016年4月時点

### MC
- 勝谷誠彦（編集長）
- 榎木麻衣（編集アシスタント）

### バーテンダー
- 宮本賢治

### モデル
過去
- 今堀恵理、MIKI （第74回まで）
- 神崎紗衣、佐藤夢 （第75回 - 第125回まで）
- 岩下えみ、日野七緒、梨沙 （第126回より第157回まで）[5]

### ゲスト出演者
| 回  | 放送日         | ゲスト (番組または番組HPで付けられた肩書)                    | タイトル                                                                      |
| --- | -------------- | ------------------------------------------------------------ | ----------------------------------------------------------------------------- |
| 1   | 2013年10月12日 | 百田尚樹 (作家)                                              |                                                                               |
| 2   | 2013年10月19日 | 花房観音 (官能小説家)                                        |                                                                               |
| 3   | 2013年10月26日 | 長谷川穂積・山下正人 (プロボクサー)                          |                                                                               |
| 4   | 2013年11月2日  | バッキー井上 (酒場ライター)                                  |                                                                               |
| 5   | 2013年11月9日  | 石黒浩 (ロボット工学教授)                                    |                                                                               |
| 6   | 2013年11月16日 | 野々村直通 (教育評論家)                                      |                                                                               |
| 7   | 2013年11月23日 | 林海象 (映画監督)                                            |                                                                               |
| 8   | 2013年11月30日 | 掛布雅之 (ミスタータイガース) ・ 國定浩一 (タイガース応援団) |                                                                               |
| 9   | 2013年12月7日  | 明和電機 (アートユニット)                                    |                                                                               |
| 10  | 2013年12月14日 | 遥洋子 (タレント)                                            |                                                                               |
| 11  | 2013年12月21日 | レーモンド松屋 (シンガーソングライター)                      |                                                                               |
| 12  | 2013年12月28日 | 花房観音 (官能小説家)                                        | 初詣に行きたい京都ガイドツアー！ ※京都ロケ                                    |
| 13  | 2014年1月11日  | 村井康彦 (歴史学者)                                          |                                                                               |
| 14  | 2014年1月18日  | 宮嶋茂樹 (カメラマン)                                        |                                                                               |
| 15  | 2014年1月25日  | メッセンジャー黒田 (お笑い芸人・コメンテーター)              | 「あの事件」の真相に編集長が…                                                 |
| 16  | 2014年2月1日   | 小川洋子 (作家)                                              |                                                                               |
| 17  | 2014年2月8日   | 門上武司 (フードコラムニスト)                                |                                                                               |
| 18  | 2014年2月15日  | 尼川タイサク (昆虫学者)                                      | 「ミツバチが会議を」人間と昆虫の関係を考える                                  |
| 19  | 2014年2月22日  | 堀江貴文 (実業家)                                            | 堀江貴文が考える「新たなビジネスの形」                                        |
| 20  | 2014年3月1日   | ヨーコ・ゼッターランド (スポーツコメンテーター)              | 「スポーツの持つ力と可能性」について考える                                    |
| 21  | 2014年3月8日   | 熊井英水 (近大マグロ教授)・林宏樹 (ライター)                 | 近大マグロ「完全養殖成功への32年」                                            |
| 22  | 2014年3月15日  | 田尾和俊 (讃岐うどんブーム仕掛人)                            | 仕掛人が明かす「讃岐うどんブームの裏話」                                      |
| 23  | 2014年3月22日  | 山口もえ (タレント)                                          | 2人が語る「あの番組の降板」の裏話!?                                           |
| 24  | 2014年3月29日  | 斎藤由香 (エッセイスト)                                      | 有名作家のお嬢様の「窓際OLライフ」                                            |
| 25  | 2014年4月5日   | 加藤鷹 (元AV男優)                                            | 伝説の男が語る「セックスとは何か？」                                          |
| 26  | 2014年4月12日  | 白井文 (元尼崎市長)                                          | 同級生が考える「政治家のあるべき姿」                                          |
| 27  | 2014年4月19日  | 金慶珠 (東海大学 国際学科 准教授)                            | 日韓関係は「認識の違い」が問題なのか？                                        |
| 28  | 2014年4月26日  | 里中満智子 (漫画家)                                          | 漫画に描かれる「色っぽさ」とは？                                              |
| 29  | 2014年5月3日   | 岡田斗司夫 (オタキング)                                      | 日本文化を形成する「ヤンキーとオタク論」                                      |
| 30  | 2014年5月10日  | Tehu (デジタルクリエイター)                                  | 灘中・灘高出身の2人が語る「ITの今後&モモクロ」                                |
| 31  | 2014年5月17日  | 倉山満 (憲政史研究者)                                        | 大学では絶対に教えられない「本当の歴史」                                      |
| 32  | 2014年5月24日  | 朴一 (大阪市立大学教授)                                      | 「在日3世の立場」から見る当時の日本社会                                       |
| 33  | 2014年5月31日  | 桜井博志 (旭酒造 蔵元)                                       | 山口県の山奥の地酒「獺祭」の魅力を語る                                        |
| 34  | 2014年6月7日   | 山口正洋 (金融経済評論家)                                    | 世界から見る「日本経済 ここだけの話」                                         |
| 35  | 2014年6月14日  | 中川淳一郎 (ネットニュース編集者)                            | 「ネットはバカと暇人のもの」その理由とは？                                    |
| 36  | 2014年6月21日  | 杉山愛 (元プロテニスプレーヤー)                              | 親子で掴んだ「世界ランキングトップ10」 ※軽井沢ロケ                            |
| 37  | 2014年6月28日  | 田嶋陽子 (女性学研究者)                                      | 恋愛から政治問題まで「名物バトル再び!?」 ※軽井沢ロケ                          |
| 38  | 2014年7月5日   | 広川小夜子 (軽井沢新聞社)                                    | 夏に行きたい軽井沢ツアー！ ※軽井沢ロケ                                        |
| 39  | 2014年7月12日  | 安藤忠雄 (建築家)                                            | 建築界の巨匠「安藤忠雄の建築学」                                              |
| 40  | 2014年7月19日  | 春野恵子 (女性浪曲師)                                        | 日本の伝統芸能「浪曲」を世界へ                                                |
| 41  | 2014年7月26日  | 加藤博 (北朝鮮難民救済基金)                                  | 「北朝鮮の脱北者」その救出劇を語る                                            |
| 42  | 2014年8月2日   | 大竹聡 (飲べいライター)                                      | 酒飲みライターの「ホロ酔い体験談」                                            |
| 43  | 2014年8月9日   | 松本紹圭 (お寺の未来代表幹事)                                | お坊さんが語る「お寺との付き合い方」                                          |
| 44  | 2014年8月16日  | 下柳剛 (野球解説者)                                          | 「37歳で最多勝」を掴んだメンタルトレーニング                                  |
| 45  | 2014年8月23日  | 石川幹人 (明治大学情報コミュニケーション学部教授)            | 「幽霊・金縛り・幽体離脱」のメカニズム                                        |
| 46  | 2014年8月30日  | 竹内薫 (サイエンス・ライター)                                | 「量子力学と仏教」の意外な共通点とは？                                        |
| 47  | 2014年9月6日   | 福本豊 (世界の盗塁王)                                        | 世界の盗塁王が語る「常勝・阪急ブレーブス」                                    |
| 48  | 2014年9月13日  | 生田一舟 (元エリート銀行マンの禅僧)                          | 仏教に学ぶ「お金との正しい付き合い方」                                        |
| 49  | 2014年9月20日  | 上念司 (経済評論家)                                          | 「消費税10%」で日本経済はどうなる？                                           |
| 50  | 2014年9月27日  | 辻元清美 (衆議院議員)                                        | 国民一人一人が変えるべき「日本の政治」とは？                                  |
| 51  | 2014年10月4日  | 江上剛 (作家)                                                | リアル半沢直樹!?「第一勧銀総会屋事件」の一部始終                              |
| 52  | 2014年10月11日 | 及川奈央 (女優)                                              | 「女優」への転身に込められた想いとは                                          |
| 53  | 2014年10月18日 | 三橋貴明 (経世論研究所)                                      | 「日本経済の回復」に必要なこととは？                                          |
| 54  | 2014年10月25日 | 中田考 (カリフメディアミックス代表)                          | 「内側から見たイスラム国」の現状と問題点を語る                                |
| 55  | 2014年11月1日  | 花田紀凱 (Will編集長)                                        | 「伝説の編集長」が語る今の雑誌の問題点とは？                                  |
| 56  | 2014年11月8日  | 大場久美子 (タレント)                                        | 今だから話せる「1970年代のアイドルの裏話」                                    |
| 57  | 2014年11月16日 | 井上公造 (芸能レポーター)                                    | 芸能リポーター井上公造が語る「スキャンダルのルール」                          |
| 58  | 2014年11月22日 | 村上和彦 (元日本テレビCP)                                    | 「ヒルナンデス!」の生みの親が語る「打倒笑っていいとも！」                     |
| 59  | 2014年11月29日 | 恵隆之介 (ジャーナリスト)                                    | いま起きている「迫りくる沖縄危機」とは？                                      |
| 60  | 2014年12月6日  | 奥野史子 (スポーツコメンテーター)                            | 「オリンピックでのメダル獲得」で人生が変わる理由                              |
| 61  | 2014年12月13日 | 清水潔 (日本テレビ記者・解説委員)                            | 『殺人犯はそこにいる』隠蔽された事件の真相とは？                              |
| 62  | 2014年12月20日 | 桂ざこば (落語家)                                            | 天才落語家「兄弟子 桂枝雀」との思い出を語る                                   |
| 63  | 2014年12月27日 | 花房観音 (官能小説家)                                        | 奈良ガイドツアー ※奈良ロケ                                                    |
| 64  | 2015年1月10日  |                                                              | おすすめのお店総集編                                                          |
| 65  | 2015年1月17日  | 久慈浩介 (南部美人五代目蔵元)                                | 「東日本大震災」で支えあった日本酒業界の絆                                    |
| 66  | 2015年1月24日  | 湯浅邦弘 (中国哲学研究者)                                    | 「中国古典」から学ぶ今に通じる考え方とは？                                    |
| 67  | 2015年1月31日  | 塚本昌彦 (神戸大学大学院教授)                                | 「ウェアラブルコンピュータ」が作る今後の社会                                  |
| 68  | 2015年2月7日   | 鴻池祥肇 (参議院議員)                                        | 鴻池祥肇が「日本の政治の問題点」をぶった切る！                                |
| 69  | 2015年2月14日  | 原田曜平 (マーケティングアナリスト)                          | 地元を席巻する「マイルドヤンキー」とは？                                      |
| 70  | 2015年2月21日  | 中瀬ゆかり (新潮社)                                          | 元名物編集長が語る「雑誌が伝えるべきもの」                                    |
| 71  | 2015年2月28日  | 神山典士 (ノンフィクション作家)                              | 「ゴーストライター騒動」の真実とは何か？                                      |
| 72  | 2015年3月7日   | ハマザキカク (珍書プロデューサー)                            | 真面目に書かれた変な本「珍書」の魅力とは？                                    |
| 73  | 2015年3月14日  | 南野陽子 (女優)                                              | 80年代のトップアイドル「南野陽子の真実」                                      |
| 74  | 2015年3月21日  | 鈴木邦男 (政治活動家)                                        | 本当の意味での「右翼・左翼」について考える                                    |
| 75  | 2015年3月28日  | 後藤啓二 (弁護士)                                            | 「子ども虐待死ゼロ」のために必要なこと                                        |
| 76  | 2015年4月4日   | 古庄幸一 (元海上幕僚長)                                      | 「軍事を知らずして平和は語れない」                                            |
| 77  | 2015年4月11日  | 岩井志麻子 (作家)                                            | 「岩井志麻子の半生」を赤裸々に語る・・・                                      |
| 78  | 2015年4月18日  | 竹岡俊樹 (考古学研究)                                        | 「旧石器捏造事件」からみる日本の現実とは？                                    |
| 79  | 2015年4月25日  | 石平 (評論家)                                                | 中国を誰よりも知る男が語る「中国の政治・経済」                                |
| 80  | 2015年5月2日   | 高世仁 (ジャーナリスト)                                      | 「日本における報道のあり方」を考える                                          |
| 81  | 2015年5月9日   | 北折一 (元NHKディレクター)                                   | ためしてガッテン元チーフDが語る「NHKの体質」                                  |
| 82  | 2015年5月16日  | 生島淳 (スポーツジャーナリスト)                              | スポーツの裏に潜む「ビジネスの闇」を語る                                      |
| 83  | 2015年5月23日  | 依田浩毅 (酒販店界のイチロー)                                | 酒販店界のイチローが語る「日本酒の魅力」                                      |
| 84  | 2015年5月30日  | 新垣隆 (作曲家)                                              | 「ゴーストライター騒動」の真意を語る                                          |
| 85  | 2015年6月6日   | 川上浩司 (京都大学教授)                                      | 生活を豊かにする「不便さ」とは？                                              |
| 86  | 2015年6月13日  | 増田英彦（ますだおかだ）                                     | 小学校から目指した「おもしろい漫才師」                                        |
| 87  | 2015年6月20日  | 中森明夫 (アイドル評論家)                                    | ファンが求めた至上の価値「アイドル」を論じる                                  |
| 88  | 2015年6月27日  | 高萩昭範 (Moff)                                              | 遊びを変える「ウェアラブルなスマートおもちゃ」                                |
| 89  | 2015年7月4日   | 福本清三 (俳優)                                              | 「斬られ役」として時代劇を支え続ける                                          |
| 90  | 2015年7月11日  | ナジーブ・エルカシュ (ジャーナリスト)                        | 「中東イスラーム世界」で起きていることとは？                                  |
| 91  | 2015年7月18日  | 飯田浩司（ニッポン放送アナウンサー）                         | 「ザ・ボイス そこまで言うか!」のエピソード ※東京ロケ                          |
| 92  | 2015年7月25日  | 宮崎哲弥 (評論家)                                            | 「政治哲学・仏教論・サブカルチャー」を語る ※東京ロケ                          |
| 93  | 2015年8月1日   | 田村淳 (ロンドンブーツ1号2号)                                | 「領土問題発言」など 炎上騒動の真意とは？ ※東京ロケ                           |
| 94  | 2015年8月8日   | 前田日明 (元格闘家)                                          | 格闘界に続き「政界の闇」をぶった切る！                                        |
| 95  | 2015年8月16日  | 桂雀々 (落語家)                                              | 衝撃の子ども時代!?「桂雀々誕生物語」                                          |
| 96  | 2015年8月22日  | 舞羽美海 (女優)                                              | 元雪組トップ娘役が語る「宝塚歌劇団の魅力」                                    |
| 97  | 2015年8月29日  | 高橋洋一 (嘉悦大学教授)                                      | 日本人が知らされていない「お金」の真実                                        |
| 98  | 2015年9月5日   | 鈴木宗男 (新党大地代表)                                      | 「北方領土返還交渉」の舞台裏とは？                                            |
| 99  | 2015年9月12日  | 江川達也 (漫画家)                                            | 「漫画で表現する世界観」とは何か？                                            |
| 100 | 2015年9月19日  | 百田尚樹 (小説家)                                            | 「ツイッターでの炎上発言」の真相を語る                                        |
| 101 | 2015年9月26日  | 巽好幸 (マグマ学者)                                          | 必ず起こる「地震と噴火のメカニズム」                                          |
| 102 | 2015年10月3日  | 火箱芳文 (元陸上幕僚長)                                      | 「陸上自衛隊・東日本大震災への災害派遣」の真実                                |
| 103 | 2015年10月10日 | 江口まゆみ (酔っぱライター)                                  | 「酔っぱライター」のお酒にまつわるエピソード                                  |
| 104 | 2015年10月17日 | 川藤幸三 (元プロ野球選手)                                    | 記録より記憶に残るプレイヤー「代打人生論」                                    |
| 105 | 2015年10月24日 | 三好和義 (写真家)                                            | 世界中を巡り撮影する「楽園探しの旅」                                          |
| 106 | 2015年10月31日 | 小峯隆生 (週プレ編集者)                                      | 100万部を売り上げた「週刊プレイボーイ」の企画                                 |
| 107 | 2015年11月7日  | 山崎征一郎 (「白いばら」元店長)                              | 愛され続ける銀座のキャバレー「白いばら」                                      |
| 108 | 2015年11月15日 | 喜多由浩 (産経新聞)                                          | 「朝鮮半島問題」「戦後処理問題」などを説く                                    |
| 109 | 2015年11月22日 | 横田徹 (報道カメラマン)                                      | 「イスラム国」など世界の紛争地の取材記録                                      |
| 110 | 2015年11月29日 | 足立基浩 (和歌山大学経済学部 教授)                           | まちづくり経済学者の「シャッター通り再生論」                                  |
| 111 | 2015年12月5日  | 藤村忠寿 (『水曜どうでしょう」チーフディレクター )           | 「水曜どうでしょう」が人気の理由とは？                                        |
| 112 | 2015年12月12日 | 東良美季 (ライター)・小林ちえみ (黒島を忘れない)             | 「1980年代アダルト全盛期」の現場を語る 黒島と特攻隊員の記録「黒島を忘れない」 |
| 113 | 2015年12月19日 | 和泉修 (ケツカッチン)                                        | ケツカッチン和泉修が語る「漫才へのこだわり」                                  |
| 114 | 2015年12月26日 | 花房観音 (官能小説家)                                        | 京都ガイドツアー ※京都ロケ                                                    |
| 115 | 2016年1月10日  |                                                              | おすすめのお店総集編                                                          |
| 116 | 2016年1月16日  | 佐野章二 (ビッグイシュー日本)                                | ホームレスが売る雑誌「ビッグイシュー日本版」が目指すもの                      |
| 117 | 2016年1月23日  | 新保信長 (フリー編集者)                                      | 灘中・灘高出身の2人が語る「編集の魅力」                                       |
| 118 | 2016年1月30日  | 田中利典 (金峯山寺 長臈・林南院 住職)                        | 修験者が伝える「生き抜くための智慧」                                          |
| 119 | 2016年2月6日   | 井上章一 (国際日本文化研究センター)                          | 意外と知らない「日本文化の真実」                                              |
| 120 | 2016年2月13日  | 井上和彦 (軍事ジャーナリスト)                                | 日本の国防と安全保障の現状について                                            |
| 121 | 2016年2月20日  | 川島龍一 (兵庫県医師会 会長)                                 | TPPなどからみる「医療界の今後」とは？                                         |
| 122 | 2016年2月27日  | 大島薫 (タレント・文筆家)                                    | 「男の娘」が語る性別のカタチとは？                                            |
| 123 | 2016年3月5日   | 伊藤かずえ (女優)                                            | 女優・伊藤かずえの「知られざる私生活」                                        |
| 124 | 2016年3月12日  | 中原一博 (ルンタプロジェクト代表)                            | 「チベット問題」の現状と人々の訴え ※アシスタント代理:遥洋子                   |
| 125 | 2016年3月19日  | 村西とおる (AV監督)                                          | 「AV界の帝王」が語るアダルト業界の本質 ※アシスタント代理:遥洋子               |
| 126 | 2016年3月26日  | 北条かや (ライター)                                          | 恋愛・結婚にまつわる女性の本音とは？                                          |
| 127 | 2016年4月2日   | 藤田孝典 (「下流老人」著者)                                  | 日本の高齢者の9割が陥る「下流老人」の現実                                     |
| 128 | 2016年4月9日   | 広澤克実 (プロ野球解説者)                                    | 3球団を経験した男が語る「プロ野球」                                           |
| 129 | 2016年4月16日  | 髙山文彦 (作家)                                              | 少年犯罪が問いかける「弱肉強食の近代」                                        |
| 130 | 2016年4月23日  | 中野信子 (脳科学者)                                          | 「子どもを東大に合格させるトレーニング」とは？                                |
| 131 | 2016年4月30日  | ムウェテ・ムルアカ (国際政治評論家)                          | アフリカ諸国を喰いモノにする「中国の実態」とは？                              |
| 132 | 2016年5月7日   | 門田隆将 (ジャーナリスト)                                    | 安保法制でも「国民の命を救えない現状」                                        |
| 133 | 2016年5月14日  | 原田伊織 (作家)                                              | 明治維新を代表する3人の「間違った解釈」                                       |
| 134 | 2016年5月21日  | 脊山麻理子 (フリーアナウンサー)                              | 元キー局アナが語る「世渡りの方法」とは？                                      |
| 135 | 2016年5月28日  | 野口裕之 (産経新聞安全保障コラムリスト)                      | 日本における安全保障体制のあり方                                              |
| 136 | 2016年6月4日   | 佐伯順子 (女性文化史研究科)                                  | 歴史から見た男と女の「色」と「愛」とは                                        |
| 137 | 2016年6月11日  | 東国原英夫 (元宮崎県知事)                                    | 「たけし軍団・宮崎県知事」当時の仰天エピソード                                |
| 138 | 2016年6月18日  | 哲夫 (笑い飯)                                                | 「生きるのがもっと楽になる」仏教の教えとは？                                  |
| 139 | 2016年6月25日  | 竹宮惠子 (漫画家)                                            | 歴史を塗り替えた「少女漫画革命の原点」とは？                                  |
| 140 | 2016年7月2日   | ケント・ギルバート (米カルフォルニア州弁護士)                | 安保条約に隠された米軍駐留の真の目的とは？                                    |
| 141 | 2016年7月9日   | 中田宏 (日本の構造研究所代表 元横浜市長)                     | 横浜市長時代に起きた「スキャンダルの真相」                                    |
| 142 | 2016年7月16日  | 森田豊 (医師・医療ジャーナリスト)                            | やめるだけで健康になる50のヒント！                                            |
| 143 | 2016年7月23日  | 中野雅至 (神戸学院大学教授)                                  | 「ニートからキャリア官僚」への人生戦略                                        |
| 144 | 2016年7月30日  | 田勢康弘 (ジャーナリスト)                                    | 歴代総理大臣の意外な裏側の数々                                                |
| 145 | 2016年8月6日   | 岩崎良美 (歌手・女優)                                        | 実姉、岩崎宏美との知られざるエピソード                                        |
| 146 | 2016年8月13日  | 春日武彦 (精神科医)                                          | 急増する「現代型うつ」の構造とは？                                            |
| 147 | 2016年8月20日  | 中村淳彦 (ノンフェクションライター)                          | 性風俗の実態から読み解く「日本の現実」                                        |
| 148 | 2016年8月27日  | 須田慎一郎 (ジャーナリスト)                                  | 崩壊する日本の中間層「中流家庭の現実」                                        |
| 149 | 2016年9月3日   | 車浮代 (時代小説家 江戸料理・文化研究家)                     | 現代のエロティックアート「春画の楽しみ方」                                    |
| 150 | 2016年9月10日  | 及川眠子 (作詞家)                                            | 名曲の印税3億円が消えた「破婚」の真実                                         |
| 151 | 2016年9月17日  | 大江篤 (園田学園女子大学教授)                                | 人の心が生み出した「怪異」の検証！                                            |
| 152 | 2016年9月24日  | 井岡弘樹 (元プロボクサー)                                    | 世界チャンピオンになるための努力とは                                          |
| 153 | 2016年10月1日  | 明智憲三郎 (歴史研究家)                                      | 歴史捜査で暴く「本能寺の変」の真実とは                                        |
| 154 | 2016年10月8日  | 嘉門達夫 (シンガーソングライター)                            | 往年の名曲が続々最新の替え歌も                                                |
| 155 | 2016年10月15日 | 李英和 (関西大学教授)                                        | 国外に亡命政権？ 北朝鮮の未来を大胆予想                                       |
| 156 | 2016年10月22日 | 若林史江 (株式評論家／トレーダー)                            | 兜町の株姫が伝授！「株式投資入門」                                            |
| 157 | 2016年10月29日 | 坪石さをり (漫画家・鉱物女子)                                | 鉱物女子が語る、めくるめく好物の魅力                                          |
| 158 | 2016年11月5日  | 上杉隆 (元ジャーナリスト)                                    | ここまで世界と違う「日本のジャーナリズム」                                    |
| 159 | 2016年11月12日 | 武田邦彦 (中部大学教授)                                      | 武田邦彦が考える「日本のココがおかしい！」                                    |
| 160 | 2016年11月19日 | 坂田利夫 (コメディアン)                                      | 舞台では見られない坂田師匠の「恋愛・結婚トーク」                              |
| 161 | 2016年11月26日 | 福嶋聡 (ジュンク堂書店 難波店店長)                           | 世相を切り取る本屋の風景とその「今」                                          |
| 162 | 2016年12月3日  | 中島信也 (CMディレクター)                                    | 敏腕ディレクターが語るCM業界の裏話                                            |
| 163 | 2016年12月10日 | 遠藤誉 (東京福祉大学国際交流センター長)                      | マスコミは語らない？毛沢東の真実とは                                          |
| 164 | 2016年12月17日 | 大内伸哉 (神戸大学大学院教授)                                | 労働法的観点から見た「理想の働き方」とは                                      |
| 165 | 2016年12月24日 | 花房観音 (作家＆バスガイド)                                  | 大人のエロガイドツアー ～但馬編～ ※但馬ロケ                                   |
| 166 | 2017年1月8日   |                                                              | おすすめのお店総集編                                                          |
| 167 | 2017年1月14日  | 桧山進次郎 (スポーツコメンテーター)                          | 代打の神様「22年間のプロ野球人生」                                            |
| 168 | 2017年1月21日  | 嵩原安三郎 (弁護士)                                          | 現役弁護士が語る「裁判の意外な実態」とは                                      |
| 169 | 2017年1月28日  | 内藤大助 (ボクシング元世界チャンピオン)                      | ボクシング元世界チャンピオン「内藤大助」の素顔                                |
| 170 | 2017年2月4日   | 三船美佳 (タレント)                                          | 三船美佳が語る父との思い出の数々                                              |
| 171 | 2017年2月11日  | 齋藤治和 (元航空幕僚長)                                      | 日本航空自衛隊の「あるべき姿」とは                                            |
| 172 | 2017年2月18日  | 月亭方正 (落語家)                                            | 山崎邦正から月亭方正 転身の理由とは                                           |
| 173 | 2017年2月25日  | 髙橋茂 (ポリティカルコーディネーター)                        | ネット選挙での炎上とその対策                                                  |
| 174 | 2017年3月4日   | 杉田水脈 (前衆議院議員)                                      | 日本と海外 女性と社会に対する考え方の違い                                     |
| 175 | 2017年3月11日  | 水道橋博士 (お笑い芸人)                                      | お笑いは政治家より上？その理由とは                                            |
| 176 | 2017年3月18日  | ハイヒール・リンゴ (漫才師)                                  | リンゴが語るハイヒール漫才再開の理由                                          |
| 177 | 2017年3月25日  |                                                              | 最終回。総集編。                                                              |
|     | 2019年1月14日  | 榎木麻衣・花房観音・桜井博志                                 | 「勝谷誠彦さん追憶番組カツヤマサヒコSHOW」。懇談と未放映パートを含む総集編。  |

## コーナー
- 勝谷誠彦が薦める店[7]
  - 勝谷がプライベートでも飲みたい繁華街の店、として神戸、大阪、京都など関西の店を紹介している[8]。

## スタッフ
- ナレーション：みるき
- 構成：城田和哉
- SW：上恐輝、鳥生裕貴、玉岡鐘基
- CAM：黒崎敏光
- VTR：玉岡鐘基、上恐輝、田中雄大
- VE：草薙和人、福本有紀夫
- MIX：渡邊真、東裕之、有働康博
- LD：森重栄次郎、小川清
- タイトル：苅谷圭
- 選曲：片岡幸司
- MA：中川和哉
- 美術：仁部敏博（毎日舞台）
- スタイリスト：津島彩
- 協力：トライ、京阪神エルマガジン社、SOUND-K、キャラ、ブレッザ フェリーチェ
- 取材CAM：西川悦治（トライ）
- 取材音声：井上敦司
- ディレクター：家村栄輝、藤澤良真、金山宇伸、高橋新吾（ホワイトブレイン）、片平諭
- プロデューサー：久保仁
- 制作著作：サンテレビ

## ネット局
| 放送対象地域   | 放送局     | 系列           | 放送日時                     | 備考                                                               |
| -------------- | ---------- | -------------- | ---------------------------- | ------------------------------------------------------------------ |
| 兵庫県         | サンテレビ | 独立局         | 土曜 23:30 - 24:25           | 制作局                                                             |
| 熊本県         | テレビ熊本 | フジテレビ系列 | 月曜 2:50 - 3:45（日曜深夜） | 6回遅れ 一部未放送回あり                                           |
| インターネット | GYAO!      |                | 無料公開一週間(月～日)       | 7回遅れ 対談のみ.ナレーション&BGM無し #127より有料バックナンバー有 |

### 過去のネット局
| 放送対象地域 | 放送局    | 系列   | 放送日時                     | 備考                              |
| ------------ | --------- | ------ | ---------------------------- | --------------------------------- |
| 東京都       | TOKYO MX2 | 独立局 | 月曜 1:00 - 2:00（日曜深夜） | 2014.10.5 - 2015.3.29（放送終了） |

## 書籍
- カツヤマサヒコSHOW（西日本出版社）
  - 既刊3巻で、テレビでは語れなかった部分も収録されている。
    - season1：百田尚樹、花房観音、長谷川穂積・山下正人、バッキー井上、石黒浩、野々村直通
    - seazon2：林海象、掛布雅之・國定浩一、明和電機、レーモンド松屋、花房観音、村井康彦
    - 酔談3  ：宮嶋茂樹、小川洋子、門上武司、尼川タイサク、堀江貴文、ヨーコゼッターランド、熊井英水・林宏樹